# 죽령터널

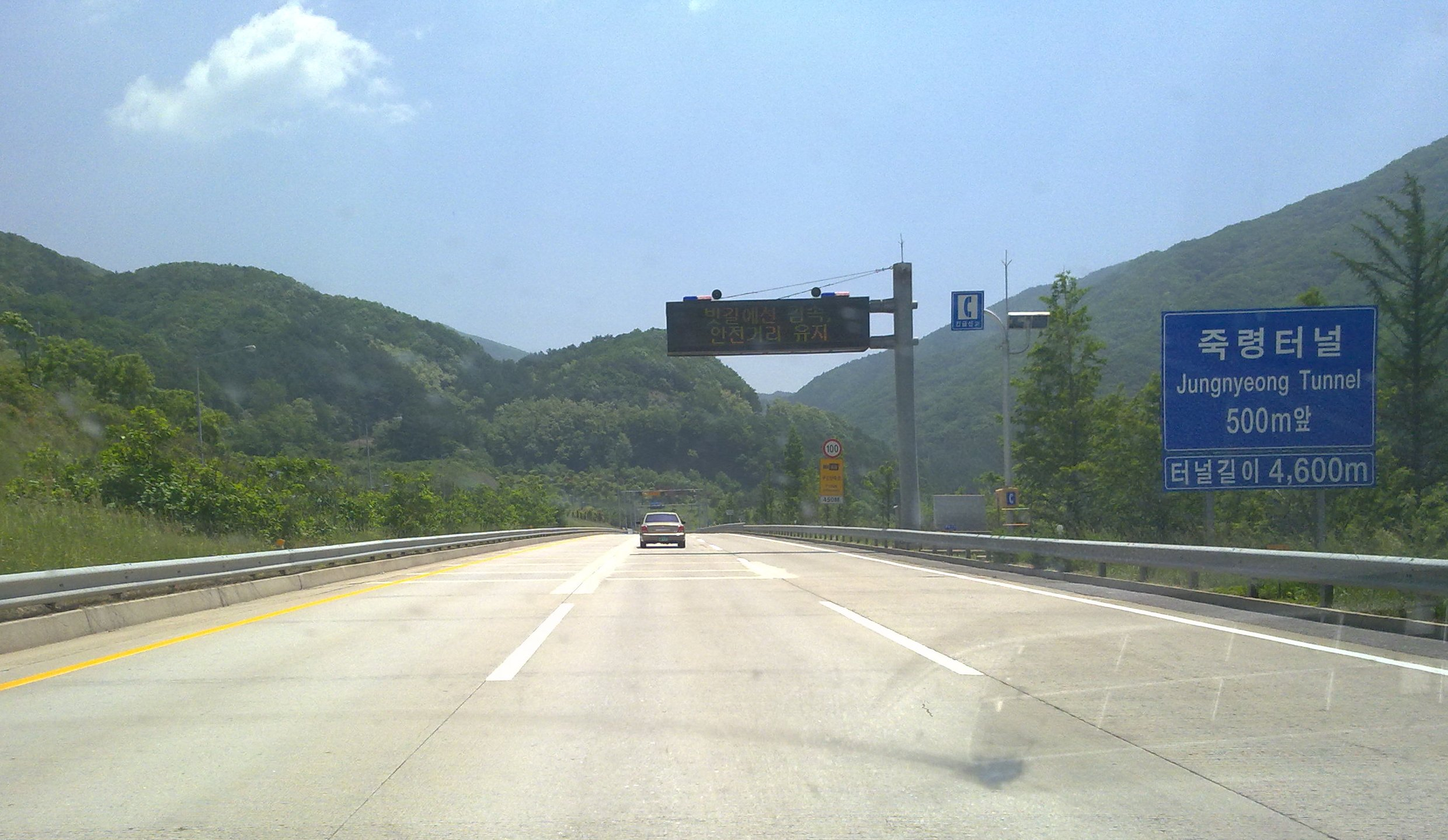
대구, 부산방면 안내 표지판

죽령터널(竹嶺터널)은 중앙고속도로에 위치한 길이 약 4,600m의 터널로, 2012년 3월 30일 5.1km의 배후령터널이 개통되기 이전까지 대한민국에서 가장 긴 도로 터널이었다. 이 터널은 자전거로는 17분, 자동차로 시속 100km로 달려도 3분이 걸린다. 성인의 걸음걸이로도 한 시간 이상 걸린다.
현재 중앙고속도로의 충청북도 - 경상북도 관문 역할을 하고 있다.
부산방면 하행선 죽령터널 내부는 구간별 안전운행지역(권장속도 100km/h)이기도 하다.

## 같이 보기
- 죽령
- 중앙고속도로
- 인제양양터널 (대한민국 최장 도로용 터널이면서 고속도로 터널 / 10,962m)
- 양북1터널 (대한민국에서 두 번째로 긴 터널 / 7,500m)
- 사패산터널 (대한민국은 물론, 세계 최장 광폭 터널 / 3,997m)
- 인천대교 (대한민국 최장 다리 / 18,384m)